# Paolo Montalbán
Paolo Montalbán (Manila, 21 de mayo de 1973) es un actor y cantante filipino-estadounidense conocido por su actuación como el príncipe Christopher en la película para televisión de Disney Rodgers & Hammerstein's Cinderella del año 1997. Repitió el papel en una versión teatral musical junto a Deborah Gibson y Jamie-Lynn Sigler.
Entre 1998-1999, interpretó al Gran Kung Lao, en la serie de televisión Mortal Kombat: Conquest. 

## Vida personal
Su familia emigró a los Estados Unidos cuando él tenía un año y vivía en un apartamento tipo estudio en el West Side de Manhattan, al otro lado de la calle de la Juilliard School y el Lincoln Center for the Performing Arts . Es alumno de la Escuela Preparatoria St. Peter y tiene una licenciatura en psicología pre-médica de la Universidad de Rutgers.

## Filmografía

### Cine
| Year | Title                  | Role         | Notes        |
| ---- | ---------------------- | ------------ | ------------ |
| 2001 | American Adobo         | Raul         |              |
| 2005 | The Great Raid         | Sgt. Valera  |              |
| 2010 | Just Wright            | Sommelier    |              |
| 2012 | Two Weeks              | Dad          | Cortometraje |
| 2020 | The Girl Who Left Home | Tony         |              |
| 2023 | Asian Persuasion       | Lee-Kwan Lee |              |

### Televisión
| Año       | Título                            | Rol                 | Notas                                      |
| --------- | --------------------------------- | ------------------- | ------------------------------------------ |
| 1997      | Cinderella                        | Prince Christopher  | Protagonista, película de televisión       |
| 1998-1999 | Mortal Kombat: Conquest           | Kung Lao            | Protagonista, serie de TV (22 episodios)   |
| 2007      | Law & Order: Special Victims Unit | Wahid               | Episodio: "Annihilated"                    |
| 2010      | One Life to Live                  | Tahiti Cop #1       | Episodio 10,763                            |
| 2013      | City of Dreams                    | El mismo            | Episodio: "The Ballad of Ofagina"          |
| 2015      | Madam Secretary                   | Military Tech       | Invitado; 2 episodios, serie de televisión |
| 2015      | Nurse Jackie                      | Second Investigator | Invitado; 1 episodio, serie de televisión  |
| 2015      | The Blacklist                     | Forensic Agent      | Invitado; 1 episodio, serie de televisión  |
| 2024      | Descendants: The Rise of Red      | Rey Encantador      | Elenco principal, película de TV Disney+   |

## Teatro
| Año  | Título                       | Rol                    | Lugar                                | Notas |
| ---- | ---------------------------- | ---------------------- | ------------------------------------ | --- |
| 1998 | The King and I               | Lun Tha                | Neil Simon Theatre                   | Elenco principal, revival de Broadway                                                                                      |
| 2004 | Pacific Overtures            | Manjiro                | Studio 54                            | Elenco principal, revival de Broadway                                                                                      |
| 2005 | Two Gentlemen of Verona      | Eglamour               | Delacorte Theater                    | Elenco principal, Off-Broadway                                                                                             |
| 2013 | Breakfast at Tiffany's       | u/s Jose, u/s Yunioshi | Cort Theatre                         | Elenco principal, Broadway                                                                                                 |
| 2017 | Bella: An American Tall Tale | Tommie Haw/Skeeter     | Playwrights Horizons                 | Elenco principal, Off-Broadway World Premiere Nominated - Lucille Lortel Award for Outstanding Featured Actor in a Musical |
| 2020 | The Unsinkable Molly Brown   | Arthur                 | Abrons Arts Center (Transport Group) | Elenco principal, Off-Broadway                                                                                             |
| 2023 | Funny Girl                   | Florenz Ziegfeld       | August Wilson Theatre                | Elenco principal, reemplazo en Broadway                                                                                    |
| 2024 | White Rose: The Musical      | Professor Kurt Huber   | Theatre Row                          | Elenco principal, Off-Broadway                                                                                             |